# Desis marina
Desis marina là một loài nhện trong họ Desidae.
Loài này thuộc chi Desis. Desis marina được miêu tả năm 1877 bởi Hector.